# Hieracium chrysoprasium
Hieracium chrysoprasium es una especie de planta con flor del género Hieracium, de la familia Asteraceae, orden Asterales.

## Distribución
Hieracium chrysoprasium se distribuye por Dinamarca y Suecia.

## Taxonomía
Fue descrita científicamente por Wiinst. Fue publicada en Dansk Ekskurs.-Fl., ed. 4: 319.